# 黑紋普提魚
黑紋普提魚（学名：Bodianus speciosus），又稱黑紋狐鯛，為輻鰭魚綱鱸形目隆頭魚亞目隆頭魚科的其中一種，分布於中東大西洋區，從維德角群島、幾內亞至喀麥隆海域，棲息深度3-70公尺，體長可達50公分，棲息在藻類生長的礁石區海域，生活習性不明，可作為觀賞魚及食用魚。